# Lespesia callosamiae
Lespesia callosamiae là một loài ruồi trong họ Tachinidae.